# Karangreja (Pebayuran)
Karangreja is een bestuurslaag in het regentschap Bekasi van de provincie West-Java, Indonesië. Karangreja telt 8452 inwoners (volkstelling 2010).